# Ruta Estatal de California 108
La Ruta Estatal de California 108, y abreviada SR 108 (en inglés: California State Route 108) es una carretera estatal estadounidense ubicada en el estado de California. La carretera inicia en el Sur desde la SR 99  , SR 132   en Modesto hacia el Norte en la US 395     en Bridgeport. La carretera tiene una longitud de 193,1 km (120 mi).

## Mantenimiento
Al igual que las autopistas interestatales, y las rutas federales y el resto de carreteras estatales, la Ruta Estatal de California 108 es administrada y mantenida por el Departamento de Transporte de California por sus siglas en inglés Caltrans.

## Cruces
La Ruta Estatal de California 108 es atravesada principalmente por la  SR 120     en Oakdale
 SR 49     en Sonora.